# ジョージ・ビバリー・シェー
ジョージ・ビバリー・シェー（英語:George Beverly Shea、1909年2月1日 - 2013年4月16日） は、カナダのゴスペル歌手、作詞家である。

## 生い立ち
カナダオンタリオ州のウェスレー派メソジストの牧師の家に生まれた。最初に歌ったのは教会の聖歌隊である。

## ミニストリー
ビリー・グラハムのミニストリーで50年以上奉仕をし、数多くの讃美歌、ゴスペルを作曲し、歌った。グラハムと彼の親しい友情は、1943年に始まった。シェーは、イエス・キリストの福音を伝えるためにあらゆるメディアを使った。長い歌手生活の中で、彼は70を超えるキリスト教讃美歌のアルバムを録音した。 「輝く日を仰ぐとき」 （How Great Thou Art, 讃美歌第二編161番）などが有名である。
ビリー・グラハムのミニストリーの音楽担当者としてシェーはしばしば、「アメリカの愛されたゴスペル歌手」と呼ばれている。また彼が作曲した「キリストには代えられません」（I'd Rather Have Jesus, 聖歌521、新聖歌428）もよく知られている。